# 佐藤伊吉
佐藤 伊吉（さとう いきち、 - 1984年）は、口腔外科学者、医師。千葉大学医学部名誉教授。

## 経歴
- 千葉医学専門学校卒[2]
- 1931年より、千葉医科大学に着任[3]
- 1949年 千葉大学医学博士。論文の題は「下顎に於ける骨移植の臨床的研究」[4]。

## 業績
- 吃音症の治療
- ある口内癌に「佐藤癌一号、二号」と命名された[5]。

## 著作
- 実地口腔外科〈上巻〉外科的解剖・歯性顎炎篇 (1957年)
- どもりは必ずなおる―矯正の実際  (主婦の友社) (1963年)
- 顎の炎症の手術  (顎・口腔外科手術叢書〈1〉) (1967年)
- 顎顔面損傷の外科 (1957年) 中村平蔵、松本秀治・共著　(1957年)
- 実地口腔外科〈中巻〉軟部化膿炎,感染・炎症・創治療・滅菌・消毒 (1962年)